# Scharfschützengewehr vz. 54
Das Scharfschützengewehr vz. 54 (tschechisch Odstřelovací puška vz. 54) ist ein tschechoslowakisches Mehrlade-Scharfschützengewehr im Kaliber 7,62 × 54 mm R.

## Entwicklung
Das Scharfschützengewehr wurde von 1949 bis 1951 in der Tschechoslowakei entwickelt. Nachdem zunächst die Variante ZG 49 sn im Kaliber 7,92 × 64 mm getestet wurde, fiel die Entscheidung für das Kaliber 7,62 × 54 mm R. Die zweite Versuchswaffe basierte daher auf dem sowjetischen Mosin-Nagant M1891/30, von dem das System übernommen wurde. Dabei wurden ausgesuchte Verschlussteile optimiert kombiniert und die besten Läufe ausgesucht. Beim Schaft flossen Elemente aus der Produktion der Vorkriegsgewehre ein.

## Technik
Der Schaft mit Pistolengriff wurde neu entworfen, der Vorderschaft ist relativ kurz und lässt die vordere Hälfte des Laufes frei. Er hat nur ein Laufband. Der abgeknickte Kammerstängel wurde extra angefertigt und nicht, wie bei den sowjetischen Mosin-Scharfschützengewehren, nur gekröpft. Der Schaft hat deswegen eine Aussparung für den Kammerstängel.
Als Hauptvisier dient ein nicht einstellbares tschechisches Meopta-2,5×6-Zielfernrohr mit nur 2,5-facher Vergrößerung (die sowjetischen PE- und PU-ZF hatten 4- bzw. 3,5-fache Vergrößerung). Das Notvisier ist eine von 50 bis 1200 Meter einstellbare Schiebekimme in Kombination mit einem Stiftkorn.

## vz. 54/91
In den 1990er Jahren wurden vorhandene polizeiliche vz. 54 modernisiert. Sie erhielten einen neuen Schaft mit verstellbarer Wangenauflage und ein Zweibein. Die Zielfernrohre wurden durch die vom SWD bekannten PSO-1 mit vierfacher Vergrößerung ersetzt.

## Nutzer
- tschechoslowakische Armee[2]
- Spezialeinheiten der tschechischen Polizei[2]